# Lars Henriksson (friidrottare)
Lars Henriksson, född 8 november 1960, en svensk friidrottare (spjut), tävlande för Söderhamns IF.